# Pellijärvi (Tärendö socken, Norrbotten)
Pellijärvi är en sjö i Pajala kommun i Norrbotten och ingår i Kalixälvens huvudavrinningsområde.